# 7967 Бені
7967 Бені (7967 Beny) — астероїд головного поясу, відкритий 28 лютого 1996 року.
Тіссеранів параметр щодо Юпітера — 3,642.